# Janus van Merrienboer
Adrianus „Janus” van Merrienboer (ur. 8 października 1894 w Oud en Nieuw Gastel, zm. 12 października 1947 tamże) – holenderski łucznik, mistrz olimpijski.
Van Merrienboer startował na Letnich Igrzyskach Olimpijskich 1920 w Antwerpii. Podczas tych igrzysk sportowiec wraz z holenderską reprezentacją zdobył złoty medal w celu ruchomym z 28 metrów. Wśród holenderskich łuczników, van Merrienboer miał czwarty wynik (388 punktów); taki sam wynik miał też Tiest van Gestel. Cała ośmioosobowa drużyna zdobyła 3087 punktów, wyprzedzając drugą Belgię o ponad 160 oczek. Była to jedyna konkurencja olimpijska, w której startował.